# نسل (آمل)
نسل ، روستایی از توابع بخش لاریجان شهرستان آمل در دهستان نمارستاق است.

## جمعیت
این روستا در دهستان نمارستاق قرار دارد و براساس سرشماری مرکز آمار ایران در سال ۱۳۸۵، جمعیت آن ۹ نفر (۴خانوار) بوده‌است.